# Липнева революція
Липнева революція (фр. La révolution de Juillet) — повстання проти правлячої монархії династії Бурбонів, яка встановилася у Франції після другої реставрації. Внаслідок революції до влади прийшов ліберальний уряд короля Луї-Філіпа. Три дні повстань у Парижі увійшли в історію під назвою «три славні дні» (фр. Trois Glorieuses).

## Причини
Промислова криза і депресія кінця 20-х рр. XIX ст., а також неврожаї 1828—1829 років, які різко погіршили важке становище робітників, прискорили процес революціонізування народних мас. Одночасно з цим посилювалось невдоволення і серед ліберальної буржуазії, яка вимагала від уряду низки економічних та політичних перетворень в інтересах капіталістичного розвитку країни. 8 серпня 1829 року Карл X поставив при владі новий кабінет на чолі з одним із керівників партії ультрароялістів Жулем Поліньяком. Це призвело до різкого загострення боротьби ліберальних та демократичних груп проти уряду. 16 березня 1830 року палата депутатів більшістю в 221 голос вимагала відставки уряду Поліньяка, який не вселяє довіри країні. 16 травня палату було розпущено. Нові вибори (23 червня та 3 липня 1830) принесли повну перемогу опозиції, однак кабінет Поліньяка відмовився подати у відставку.
26 липня в урядовій газеті «Монітер» були опубліковані шість королівських указів, які увійшли в історію під назвою «ордонансів Поліньяка». Вони запроваджували суворі обмеження для видання газет і журналів, які робили неможливим випуск органів ліберальної преси. Новообрана палата депутатів розпускалася. Нові вибори призначалися на 6 і 13 вересня. Вони повинні були відбуватися на основі нової виборчої системи, за якої право голосу надавалося майже суто великим землевласникам. Число членів палати депутатів зменшувалося з 428 до 258; її права були ще більше обмежені.
Опублікування ордонансів, які були відкритим порушенням Хартії, спробою державного перевороту, справило приголомшливе враження в Парижі. Ввечері того ж дня в Пале-Роялі та на площі перед біржею почали з'являтися перші натовпи студентів та друкарів, які викрикували гасла «Хай живе Хартія! Геть міністрів!». Жуль Поліньяк, який проїжджав в кареті бульварами столиці, ледве врятувався від натовпу. Жандарми та королівські гвардійці наказали всім розійтися, взяли кілька людей під варту, і з настанням ночі натовп розсіявся.
Префект поліції Манжен не сприйняв ці події всерйоз. Зберігав спокій і Карл X: весь день разом із сином, герцогом Ангулемським, він полював у заміській резиденції Рамбуйє, а ввечері повернувся до палацу в Сен-Клу.

## Три славних дні у Парижі

Свобода, що веде народ. Картина Ежена Делакруа. 1830 р.

Спроба відновити абсолютну монархію наштовхнулася на рішучий опір парижан. 27 липня 1830 року в столиці розпочалося повстання республіканців. Роялістські газети (що отримали офіційний дозвіл на вихід) оспівували мудрого короля і таврували бридких баламутів. Кілька опозиційних газет, які не побоялися вийти без дозволу: «Насьональ», «Час», «Глобус», «Торгова газета», — опублікували колективний протест журналістів проти королівських ордонансів. Влада віддала наказ про накладання арешту на друкарські верстати цих газет і про взяття під варту журналістів, які підписали протест. Наказ щодо журналістів так і не було виконано. Однак поліцейським вдалося проникнути до редакції газети «Час», головний редактор якої Жан-Жак Бод зачитував прибулим слюсарям статтю з Кримінального кодексу, яка кваліфікувала їх дії як крадіжку зі зломом.
Тим часом на вулицях Парижа наростало заворушення. Оскільки промисловці та комерсанти, які зібралися напередодні в Ратуші, прийняли рішення не відкривати 27 липня свої майстерні та фабрики, більшість робітників залишились на вулиці, і опозиційно налаштовані студенти з успіхом вели серед них агітацію. Заколотники почали розбивати вивіски з королівським гербом, пограбували декілька збройних крамниць. О пів на дванадцяту дня король призвав чергового начальника штабу королівської гвардії маршала Огюста-Фредеріка Мармона і довірив йому командування паризьким військовим гарнізоном. Карл X наказав маршалу розігнати скупчення баламутів і до вечора повернутися в Сен-Клу.
Маршал Мармон і до цього не був особливо популярним серед народу, бо саме він у березні 1814 року підписав капітуляцію Парижа. Виконувати королівський наказ маршал взявся неохоче, до того ж кілька годин йому довелося витратити на збирання війська і приведення його у бойову готовність. Тим часом жандарми почали розганяти натовп, що зібрався навколо Пале-Рояля і перед будівлею Міністерства закордонних справ на бульварі Капуцинок. Близько третьої дня було вбито першого повстанця, а згодом — ще декілька чоловіків; поранених було набагато більше. За наказом Мармона основні стратегічні пункти столиці були зайняті військами, які, втім, не зустріли особливого опору і повернулися в казарми.
Три десятки членів новообраної палати депутатів (тієї самої, яку розпустив один із королівських ордонансів) відмовилися підтримати заколотників, але доручили Франсуа Гізо скласти офіційний протест проти дій поліції та військ. Тим часом група крайніх лівих, колишніх «карбонаріїв», склала 12 комітетів (по одному на кожен паризький округ) для керівництва збройним повстанням.

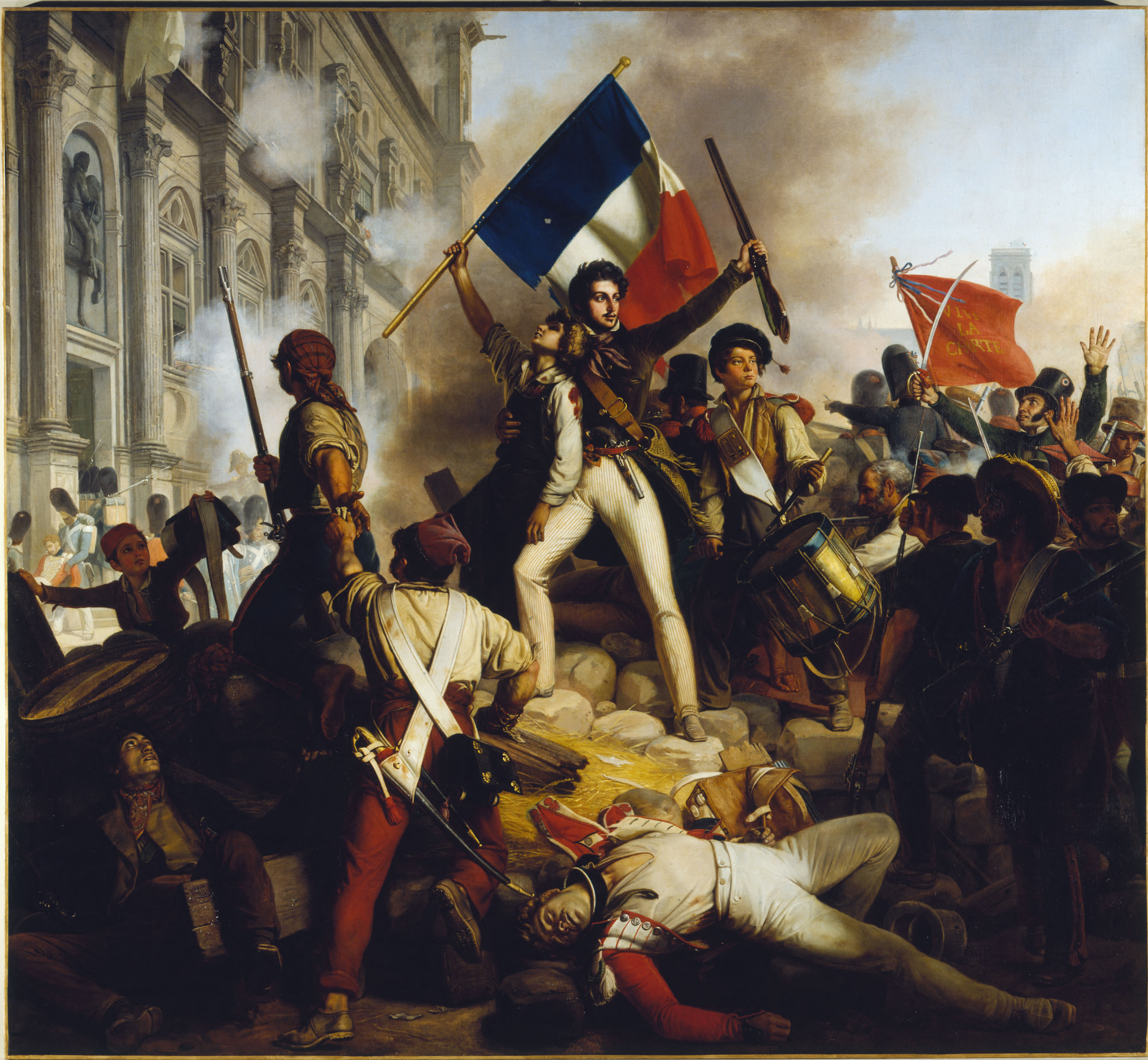
На барикаді

28 липня повстання набуло масового характеру. Натовп, в якому змішалися представники найрізноманітніших верств суспільства (робітники, національні гвардійці, студенти, військові-відставники), вийшов на вулиці і почав валити дерева, вивертати булижники з бруківки, зводити барикади, роззброювати окремі групи королівських гвардійців. До 11 ранку повстанці захопили Арсенал, пороховий склад Сальпетрієр, військовий продовольчий склад. Згодом в їх руках опинилися Ратуша і собор Паризької Богоматері.
Маршал Мармон доповів про ці події королю і попередив його, що якщо зараз піти на поступки, то корону ще можна врятувати. Однак Карл X не прислухався до цієї поради і наказав маршалу оголосити у Парижі воєнний стан. У відповідь Мармон вирішив діяти за планом, розробленим його штабом: чотири колони військ повинні були розчистити головні вулиці бунтівних кварталів і відбити у повстанців основні стратегічні пункти, які вони встигли захопити. Опівдні війська почали діяти, але отримали від маршала наказ — стріляти в городян якомога рідше.
Вулиці були перегороджені барикадами, і поки солдати розбирали завали, повстанці стріляли в них із вікон та з дахів сусідніх будинків, а також жбурляли каміння. Завдання армії не полегшувала і страшна спека, яка стояла у Парижі. Ввечері того ж дня війська маршала Мармона, які залишилися без їжі та боєприпасів, розібрали барикади на вулицях Фобур Сент-Оноре і захопили площі Бастилії та Ратуші, Перемог і Мадлен.
Більшість піхотних підрозділів, які раніше підпорядковувались французькому королю, перейшли на бік повстанців. Втрати королівських військ склали близько тисячі вбитими, пораненими та полоненими, серед яких було чимало дезертирів. З цього моменту влада повірила в серйозність подій і відправила до Парижа полки королівської гвардії, які перебували у Бове, Орлеані, Руані та Каннах. Центр столиці повністю покрився барикадами, де загони повстанців вирушили на штурм Бурбонського палацу (місця засідань палати депутатів) і казарм швейцарської гвардії на лівому березі Сени.
29 липня солдати 5-го і 53-го піхотних полків, які займали Вандомську площу, також перейшли на бік повстанців, і Мармону довелося відправити їм на зміну частину королівських та швейцарських гвардійців. При цьому Лувр з боку церкви Сен-Жермен д'Оксеруа залишився без захисту, чим і скористалися повстанці; вони перейшли в наступ і відкрили вогонь по швейцарських гвардійцях у внутрішньому дворі Лувру. Швейцарці запанікували і почали відступати, тягнучи за собою й ті загони королівських гвардійців, які розташовувалися в Тюїльрійському палаці. Мармону не залишалося нічого іншого, як спробувати зібрати їх усіх на Єлисейських Полях і наказати їм відступати до площі Зірки, щоб не потрапити в оточення.
Перед лицем повної перемоги народного повстання у столиці Карл X погодився скасувати королівські ордонанси і прийняти відставку міністерства Поліньяка. На чолі нового кабінету був поставлений герцог Казимір-Луї Мортемар, який мав репутацію прихильника хартії. Але спроба врятувати монархію Бурбонів зазнала повної невдачі. Революція, що спалахнула під гаслами захисту хартії і повалення міністерства Поліньяка, перемогла під гаслами: «Геть Карла X! Геть Бурбонів!».

## Наслідки

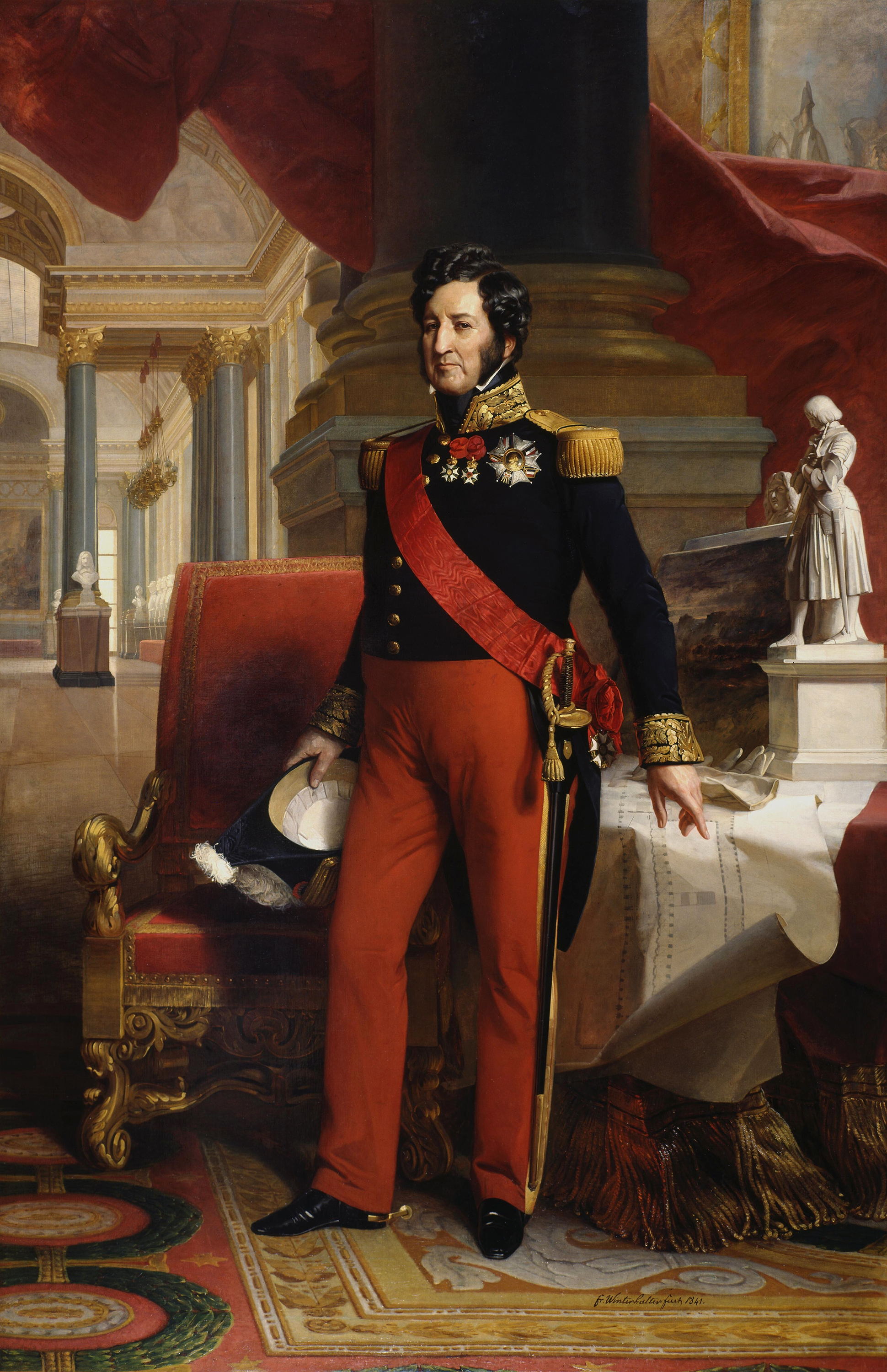
Новий король Луї-Філіп I

30 липня 1830 року збори депутатів розпущеної палати оголосили близького до буржуазних кіл герцога Луї-Філіпа Орлеанського «намісником королівства» (тимчасовим правителем). 2 серпня Карл X відрікся від престолу на користь свого онука герцога Бордоського, а 16 серпня він разом зі своєю родиною залишив Францію, відпливши із Шербура до Англії.
У деяких великих містах (Марселі, Німі, Ліллі та ін.), а також в деяких сільських районах ультрароялісти намагалися підняти на захист монархії Бурбонів відсталі прошарки населення, які перебували під впливом католицького духовенства. Це призвело до кривавих сутичок, особливо бурхливих на півдні та на заході Франції, де позиції дворянства були відносно міцними. Однак відкриті виступи прихильників старої династії («карлістів») проти нової влади були досить швидко придушені.
9 серпня Луї-Філіп I був проголошений «королем французів». Згодом це визнала вся країна.
Слабкість республіканської партії дозволила великим фінансовим колам захопити владу і завадити поглибленню революції, встановленню республіки. 14 серпня 1830 року була прийнята нова Хартія, ліберальніша, ніж Хартія 1814 року. Права палати депутатів були розширені, спадковість звання перів скасовувалась, майновий ценз для виборців знизився, а їх число збільшилося зі 100 тисяч до 240 тисяч чоловік. Обмежувались права католицького духовенства (йому було заборонено володіти земельною власністю). Цензура тимчасово скасовувалась; запроваджувалось місцеве та обласне самоврядування, відновлювалась Національна гвардія (виключно для заможних прошарків населення). Недоторканими залишилися поліцейсько-бюрократичний державний апарат і суворі закони проти робітників.
Липнева революція у Франції посприяла прискоренню процесу промислової революції в країні.